# Copa Audi 2017
La quinta edición de la Copa Audi se disputó en el estadio Allianz Arena de Múnich, Alemania, entre el 1 de agosto y el 2 de agosto de 2017, resultando campeón de la misma el Club Atlético de Madrid.
Junto al equipo español participaron el anfitrión, el Bayern de Múnich, así como el Liverpool Fútbol Club y el SSC Napoli.

## Equipos participantes
| País       | Equipo             |
| ---------- | ------------------ |
| Alemania   | Bayern de Múnich   |
| España     | Atlético de Madrid |
| Inglaterra | Liverpool          |
| Italia     | Napoli             |

## Cuadro
|  | Semifinales        | Semifinales |       |                  | Final           | Final       |  |
|  | 1 de agosto        | 1 de agosto |       |                  | 2 de agosto     | 2 de agosto |  |
|  |                    |             |       |                  |                 |             |  |
|  |                    |             |       |                  |                 |             |  |
|  | Atlético de Madrid | 2           |       |                  |                 |             |  |
|  | Napoli             | 1           |       |                  |                 |             |  |
|  |                    |             |       |                  |                 |             |  |
|  |                    |             |       |                  |                 |             |  |
|  |                    |             |       |                  | Atlético Madrid | 1 (5)       |  |
|  |                    | Liverpool   | 1 (4) |                  |                 |             |  |
|  |                    |             |       |                  |                 |             |  |
|  |                    |             |       |                  |                 |             |  |
|  |                    |             |       |                  | Tercer lugar    |             |  |
|  |                    |             |       | 2 de agosto      |                 |             |  |
|  | Bayern de Múnich   | 0           |       | Bayern de Múnich | 0               |             |  |
|  | Liverpool          | 3           |       |                  | Napoli          | 2           |  |

## Partidos

### Semifinales
| 1 de agosto de 2017, 17:45 (CEST) | Atlético Madrid         | 2:1 (0:0) | Napoli       | Allianz Arena, Múnich                                      |                                                            |
|                                   | Torres 72' · Vietto 80' |           | 55' Callejón | Asistencia: 57.500 espectadores Árbitro(s): Benjamin Brand | Asistencia: 57.500 espectadores Árbitro(s): Benjamin Brand |

| 1 de agosto de 2017, 20:30 (CEST) | Bayern de Múnich | 0:3 (0:2) | Liverpool                           | Allianz Arena, Múnich                                       |                                                             |
|                                   |                  |           | 7' Mané · 34' Salah · 83' Sturridge | Asistencia: 57.500 espectadores Árbitro(s): Robert Hartmann | Asistencia: 57.500 espectadores Árbitro(s): Robert Hartmann |

### Tercer lugar
| 2 de agosto de 2017, 17:45 (CEST) | Napoli                                           | 2:0 (1:0) | Bayern de Múnich | Allianz Arena, Múnich                                       |                                                             |
|                                   | Kalidou Koulibaly 13' · Emanuele Giaccherini 54' |           |                  | Asistencia: 66.000 espectadores Árbitro(s): Benjamin Cortus | Asistencia: 66.000 espectadores Árbitro(s): Benjamin Cortus |

### Final
| 2 de agosto de 2017, 20:45 (CEST) | Atlético de Madrid                                                                  | 1:1 (1:0) (5:4 p.)         | Liverpool                                                                    | Allianz Arena, Múnich                                   |                                                         |
|                                   | Keidi Baré 33'                                                                      |                            | 82' Roberto Firmino                                                          | Asistencia: 66.000 espectadores Árbitro(s): Felix Brych | Asistencia: 66.000 espectadores Árbitro(s): Felix Brych |
|                                   |                                                                                     | Tiros desde el punto penal |                                                                              |                                                         |                                                         |
|                                   | Antoine Griezmann · Fernando Torres · Gabi Fernández · Nicolás Gaitán · Filipe Luís |                            | Roberto Firmino · Jordan Henderson · Divock Origi · Ryan Kent · Marko Grujić |                                                         |                                                         |

| Campeón                      |
| Bandera de España            |
| Atlético de Madrid 1° título |

## Goleadores
| Jugador              | Equipo             | Goles |
| -------------------- | ------------------ | ----- |
| Fernando Torres      | Atlético de Madrid | 1     |
| Roberto Firmino      | Liverpool          | 1     |
| Kalidou Koulibaly    | Napoli             | 1     |
| Sadio Mané           | Liverpool          | 1     |
| Daniel Sturridge     | Liverpool          | 1     |
| Keidi Baré           | Atlético de Madrid | 1     |
| Emanuele Giaccherini | Napoli             | 1     |
| Mohamed Salah        | Liverpool          | 1     |
| José Callejón        | Napoli             | 1     |
| Luciano Vietto       | Atlético de Madrid | 1     |

## Curiosidades
- Fue la primera edición que no contó con la participación del club AC Milan de Italia, siendo reemplazado por el club SSC Napoli del mismo país.

- Primera vez en la historia del torneo que Bayern de Múnich queda eliminado en semifinales, en todas las ediciones anteriores consiguió llegar a la final.

- Atlético de Madrid se convirtió en el segundo club español en ganar el título (FC Barcelona), y Liverpool se convirtió en el tercer club inglés en perder la final (Manchester United y Manchester City).

| Predecesor: Copa Audi 2015 | Copa Audi 2017 | Sucesor: Copa Audi 2019 |

- Datos: Q30101212